# شاهزاده بازیگری

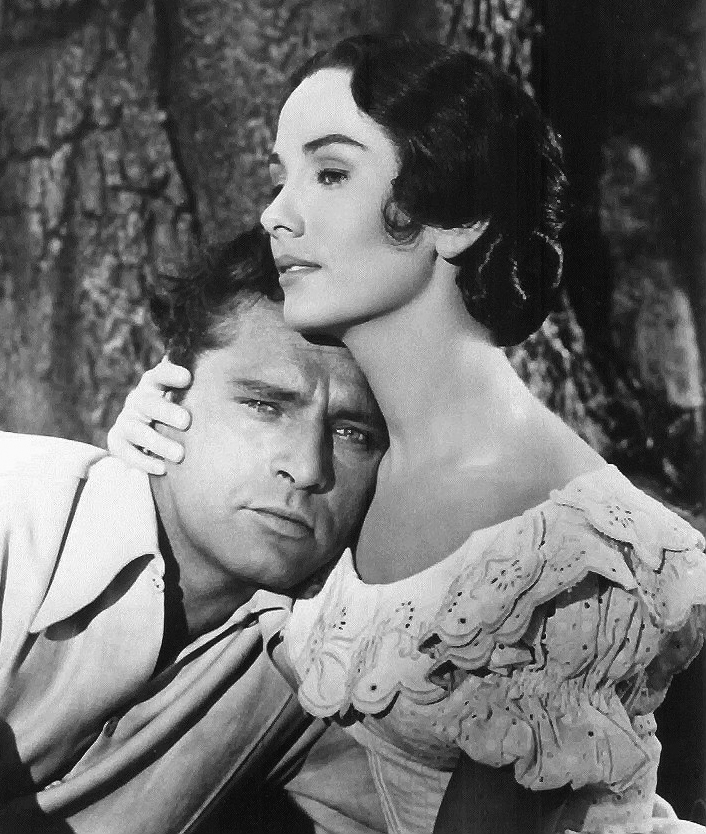
ریچارد برتون و مگی مک نامارا در پرنس بازیکنان

شاهزاده بازیگری (به انگلیسی: Prince of Players) یک فیلم سینمایی آمریکایی در ژانر فیلم زندگی‌نامه‌ای که توسط کمپانی فاکس قرن بیستم در سال ۱۹۵۵ میلادی منتشر شده‌است. داستان در مورد ادوین بوث بازیگر آمریکایی قرن ۱۹ می‌باشد. این فیلم به کارگردانی و تهیه کنندگی فیلیپ دان از فیلمنامه ماس هارت، براساس کتاب النور راگلز ساخته شده‌است. امتیاز موسیقی توسط برنارد هرمن و فیلم‌برداری توسط چارلز جی. کلارک انجام شده‌است.

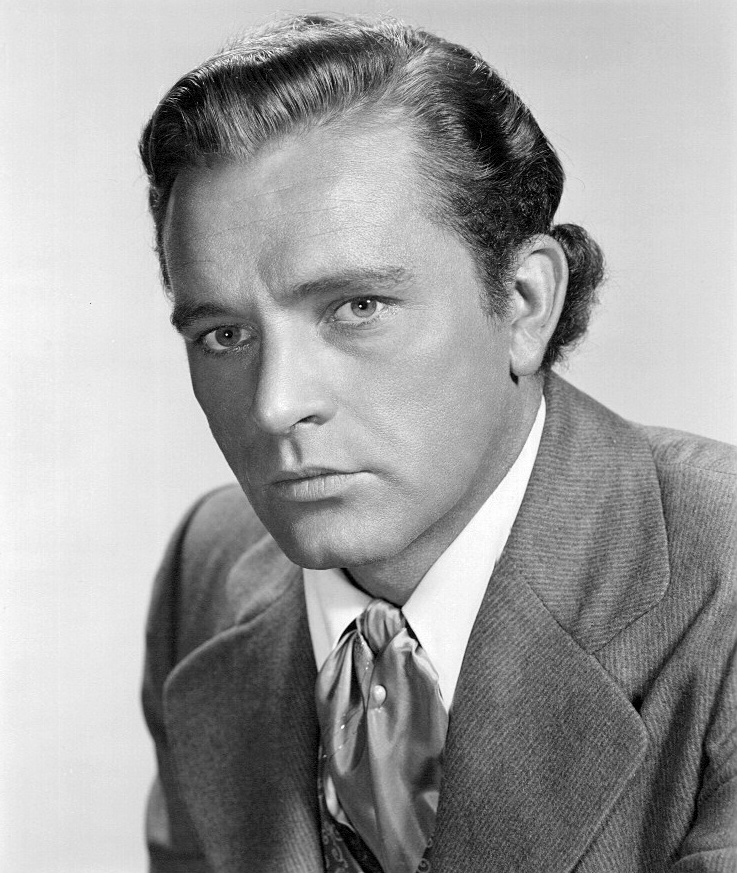
ریچارد بارتون در نقش ادوین بوث در پرنسس بازیکن

## فیلمبرداری
فیلمبرداری از اوت سال ۱۹۵۴ میلادی آغاز شد.